# Vulfrida de Wessex
Vulfrida de Wessex (em inglês antigo: Wulfthryth ; n. c. 848/53) foi rainha consorte de Wessex como esposa de Etelredo de Wessex.

## Biografia

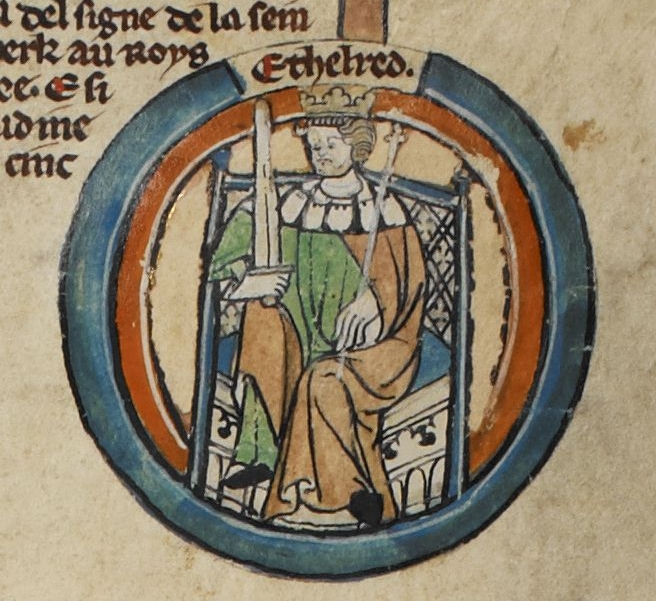
Representação do marido de Vulfrida, o rei Etelredo.

Possivelmente, Vulfrida era a filha de Vulfere, um nobre importante na corte do rei Etelredo. O rei cedeu terras ao nobre em Winterbourne, em Wiltshire, em 869. O nome de sua mãe é desconhecido.
Vulfrida testemunhou uma outorga em 868, no qual seu nome aparece com o título de regina (rainha em latim). Segundo Stephanie Hollis, neste mesmo ano, o rei Alfredo de Wessex casou-se com uma mulher do Reino da Mércia, notando que o nome de Vulfrida parece ser mércio.
A data de morte e o local de sepultamento da rainha Vulfrida são desconhecidos.

## Descendência
O casal teve dois filhos:
- Etelhelmo de Wessex (868/70 - 898), pode ter sido o pai de Etelfrida;
- Etelvoldo de Wessex (869/71 - 902/05), foi o líder da Revolta de Etelvoldo. Morreu na Batalha de Holme. Não se casou e nem teve filhos.